# Тымовское
Ты́мовское — посёлок городского типа (с 1963) в Сахалинской области в центральной части острова Сахалин на берегу реки Тымь. Административный центр Тымовского городского округа.

Население — 8721 чел. (2023).
- Центральная площадь (2017 год)

## История
5 июля 1880 года было основано поселение ссыльных каторжан Дербинское, названное по имени смотрителя тюрьмы Дербина, убитого за жестокое обращение с заключёнными.
Указом Президиума Верховного Совета РСФСР от 15 ноября 1949 года село было переименовано в Тымовское, по реке Тымь.

Статус посёлка городского типа — с 1963 года.
- Стела (2018 год)

## Экономика
Молочный комбинат, железнодорожная станция.

## Транспорт
- Станция Тымовск Сахалинского региона Дальневосточной железной дороги маршрута Южно-Сахалинск—Ноглики.
- Через Тымовское проходит автодорога Р487 Южно-Сахалинск-Оха.
- Александровск-Сахалинский соединяет автодорога Р491 с важнейшими сахалинскими авто- и железнодорожной магистралями через Тымовское.
- В с. Зональном, в 23 км от Тымовска, расположен аэродром для местных авиалиний.

- Железнодорожная станция (2017 год)

## Климат
Климат умеренный муссонный.
| Показатель              | Янв.  | Фев. | Март  | Апр. | Май | Июнь | Июль | Авг. | Сен. | Окт. | Нояб. | Дек. | Год  |
| ----------------------- | ----- | ---- | ----- | ---- | --- | ---- | ---- | ---- | ---- | ---- | ----- | ---- | ---- |
| Средняя температура, °C | −21,8 | −19  | −10,5 | −0,5 | 6,6 | 12,9 | 16,1 | 16,2 | 10,8 | 2,9  | −8,3  | −18  | −1,1 |
| Норма осадков, мм       | 43    | 34   | 36    | 36   | 48  | 42   | 54   | 92   | 103  | 104  | 80    | 60   | 731  |
| Источник:               |       |      |       |      |     |      |      |      |      |      |       |      |      |

## Население
| 1897  | 1939  | 1959  | 1970  | 1979  | 1989    |
| ----- | ----- | ----- | ----- | ----- | ------- |
| 1389  | ↗2350 | ↗5412 | ↗7974 | ↗9476 | ↗10 869 |
| 2002  | 2009  | 2010  | 2011  | 2012  | 2013    |
| ↘8532 | ↘8151 | ↘7855 | ↗7875 | ↘7787 | ↘7718   |
| 2014  | 2015  | 2016  | 2017  | 2018  | 2019    |
| ↘7586 | ↘7489 | ↘7424 | ↗7460 | ↗7476 | ↗7504   |
| 2020  | 2021  | 2023  |       |       |         |
| ↗7544 | ↗8629 | ↗8721 |       |       |         |

- Один из дворов (2017 год)

## Известные уроженцы, жители
- Валентина Тимофеевна Синеговская (род. 31 октября 1952, Тымовское) — учёный-растениевод, академик РАН (2016).